# Shinkendo
Shinkendo (真剣道, 眞劍道?, Shinkendō) è un'arte marziale che insegna la via del combattimento con le armi dei samurai. Shin può essere tradotto come "vero", ken come "spada" e do come "via", dando origine alla traduzione "Via della Vera Spada". La scuola si focalizza principalmente sull'uso della katana;
Toshishiro Obata (小幡 利城?) è sia il fondatore che l'istruttore della International Shinkendo Federation (国際真剣道連盟?, Kokusai Shinkendō Renmei). Lo Shinkendo non competitivo e si impara attraverso il Goho Gorin Gogyo (la via dei cinque modi):
- Suburi (Esercizi di oscillazione)
- Battoho (Tecniche di intelaiatura)
- Tanrengata (Posizioni statiche) chiamate anche kata
- Tachiuchi (Tecniche di coppia) chiamate anche Kumite
- Tameshigiri (Prove di taglio con vere spade)

Dopo molti anni di studio e l'acquisizione della padronanza di diverse scuole in Giappone, Obata Sensei andò in America dove raggruppò i diversi aspetti della scuola di spada giapponese in un'arte completa e globale. Obata Kaiso ha dedicato oltre trent'anni di insegnamento e la ricerca della quasi persa arte della vera scuola di spada giapponese, così come veniva praticata dai Samurai del Giappone nell'epoca feudale.
Lo Shinkendo richiede rigore fisico nella formazione, grande coordinamento e intensa concentrazione, uno dei più importanti aspetti della Shinkendo è l'accento sulla formazione spirituale, che ispira "Bushi Damashii" (samurai/spirito guerriero), una qualità che chi pratica Shinkendo dovrebbe mostrare non solo attraverso un forte corpo e una certa forma mentale, ma anche con un senso di calma e con uno spirito chiaro e focalizzato.